# Муравей в геральдике
Муравьи (лат. Formicidae) — это один из объектов живого мира, редко используемый в геральдике. Муравьи изображены менее чем на 10 гербах европейских городов и других населенных пунктов. Согласно Александру Лакиеру, муравей (так же, как и пчела) служит символом трудолюбия и покорности.
Как отдельная эмблема символизирует трудолюбие чаще в форме прилежания, исполнительности, усердия и покорности. Встречается в основном в буржуазных гербах как эмблема этих качеств и пример умения использовать жизнь во всех обстоятельствах, символ порядка в общественной жизни. В дворянских гербах используется редко.

## Муравьи в гербах
Ниже перечисляются города, муниципалитеты и другие поселения, в гербах которых изображены муравьи.
| \| Кому принадлежит \| Герб \| Описание (блазон) \| Примечание \| \| ----------------------------------------------------------------------- \| ---- \| -------------------------------------------------------------------------------------------------------------------------------------------------------------------------------------------------------------------------------------------------------------------------------------------------------- \| ---------------------------------------------------------------------------------------------------------------------------------------------------------------------------------------------------------------------------------- \| \| Мурашинский район · ( Россия) \| \| В зелёном поле два выходящих сверху и снизу дважды зазубренных узких серебряных стропила, соприкасающихся вершинами в центре щита, поверх всего железнодорожное крылатое золотое колесо, придерживаемое за крылья двумя стоящими на четырёх лапах сообращёнными золотыми муравьями с червлёными глазами. \| Гласный герб. «Мураши» — маленькие муравьи. Муравей служит символом трудолюбия, выносливости, сплочённости, коллективизма, кропотливого созидательного труда. Герб утверждён 26 июня 2013 года решением Мурашинской районной Думы. \| \| Волость Ахья (Ahja, Пылвамаа) · ( Эстония) \| \| В стропиловидно разделённом на зелень и золото поле чёрный муравей в столб в золоте. \| Герб с изображением северного лесного муравья был утвержден в качестве муниципального герба 3 декабря 1996 года[2]. \| \| Муниципалитет Мултиа · ( Финляндия) \| \| В черни золотой муравей в столб. \| Герб финского муниципалитета Мультия (Multia, шведское название — Muldia), расположенного в провинции Западная Финляндия. Утверждён в качестве муниципального герба 26 ноября 1963 года. \| \| Коммуна Фуллерен · ( Франция) \| \| В лазоревом поле золотой столб, обременённый чёрным муравьём. \| Герб французской деревни Фуллерен (Fulleren) на востоке Франции. Входит в состав Супрефектуры Альткирх в департаменте Рейн Верхний (Haut-Rhin). \| \| Дворянский род Баженовых · ( Россия) \| \| В червлёном поле золотая левая перевязь между двумя чёрными крыльями, обременённая двумя муравьями натурального цвета. Щит увенчан обыкновенным дворянским шлемом с тремя страусовыми перьями в нашлемнике. Намет червлёный, подложен золотом. \| Предположительно, муравьи — символ трудолюбия и усердия основателя рода[3]. \| \| Коммуна Брекендорф · ( Германия) \| \| В щите, дугообразно пересечённом на золото в лазурь, лазоревый муравей в столб в золоте и золотой круглый щит в лазури. \| \| \| Коммуна Меркендорф · ( Австрия) \| \| В лазоревом поле три золотых цветка со стеблями, средний выше, и золотая кайма, обременённая семью золотыми муравьями: 2, 2, 2 и 1, направленными против часовой стрелки. \| \| \| Коммуна Сен-Морис-сюр-Мозель · ( Франция) \| \| В щите, пересечённом червленью и лазурью серебряная перевязь, обременённая тремя чёрными муравьями. В червлени чёрная, направленная влево, голова коня, в лазури — серебряная кирпичная башня. \| \| \| Бывшая коммуна Бьетро · ( Швеция) \| \| Золотое поле усажено чёрными муравьями без счёта. \| \| \| Матуйзос, деревня в Варенском районе Алитусского уезда Литвы · ( Литва) \| \| Муравей символизирует трудолюбие, кирпичная стена - деятельность местного кирпичного завода и важность занятий жителей для жизни общины. \| \| |      | | |
| Кому принадлежит | Герб | Описание (блазон) | Примечание |
| Мурашинский район · ( Россия) |      | В зелёном поле два выходящих сверху и снизу дважды зазубренных узких серебряных стропила, соприкасающихся вершинами в центре щита, поверх всего железнодорожное крылатое золотое колесо, придерживаемое за крылья двумя стоящими на четырёх лапах сообращёнными золотыми муравьями с червлёными глазами. | Гласный герб. «Мураши» — маленькие муравьи. Муравей служит символом трудолюбия, выносливости, сплочённости, коллективизма, кропотливого созидательного труда. Герб утверждён 26 июня 2013 года решением Мурашинской районной Думы. |
| Волость Ахья (Ahja, Пылвамаа) · ( Эстония) |      | В стропиловидно разделённом на зелень и золото поле чёрный муравей в столб в золоте. | Герб с изображением северного лесного муравья был утвержден в качестве муниципального герба 3 декабря 1996 года. |
| Муниципалитет Мултиа · ( Финляндия) |      | В черни золотой муравей в столб. | Герб финского муниципалитета Мультия (Multia, шведское название — Muldia), расположенного в провинции Западная Финляндия. Утверждён в качестве муниципального герба 26 ноября 1963 года.                                           |
| Коммуна Фуллерен · ( Франция) |      | В лазоревом поле золотой столб, обременённый чёрным муравьём. | Герб французской деревни Фуллерен (Fulleren) на востоке Франции. Входит в состав Супрефектуры Альткирх в департаменте Рейн Верхний (Haut-Rhin).                                                                                    |
| Дворянский род Баженовых · ( Россия) |      | В червлёном поле золотая левая перевязь между двумя чёрными крыльями, обременённая двумя муравьями натурального цвета. Щит увенчан обыкновенным дворянским шлемом с тремя страусовыми перьями в нашлемнике. Намет червлёный, подложен золотом.                                                           | Предположительно, муравьи — символ трудолюбия и усердия основателя рода. |
| Коммуна Брекендорф · ( Германия) |      | В щите, дугообразно пересечённом на золото в лазурь, лазоревый муравей в столб в золоте и золотой круглый щит в лазури. | |
| Коммуна Меркендорф · ( Австрия) |      | В лазоревом поле три золотых цветка со стеблями, средний выше, и золотая кайма, обременённая семью золотыми муравьями: 2, 2, 2 и 1, направленными против часовой стрелки. | |
| Коммуна Сен-Морис-сюр-Мозель · ( Франция) |      | В щите, пересечённом червленью и лазурью серебряная перевязь, обременённая тремя чёрными муравьями. В червлени чёрная, направленная влево, голова коня, в лазури — серебряная кирпичная башня. | |
| Бывшая коммуна Бьетро · ( Швеция) |      | Золотое поле усажено чёрными муравьями без счёта. | |
| Матуйзос, деревня в Варенском районе Алитусского уезда Литвы · ( Литва) |      | Муравей символизирует трудолюбие, кирпичная стена - деятельность местного кирпичного завода и важность занятий жителей для жизни общины. | |